# Maison natale de Jean Sibelius
La Maison natale de Jean Sibelius (en finnois : Sibeliuksen syntymäkoti) est un musée situé dans le quartier Hämeensaari du centre d'Hämeenlinna en Finlande.

## Présentation
En 1834, Henrik Hernstedt fait construire le bâtiment en bois.
Jean Sibelius y nait en 1865 et y passe son enfance et ses vingt premières années.
Le salon accueille régulièrement des concerts de musique de chambre.